# Paradoxa
Paradoxa es un género de hongos de la familia Tuberaceae. Fue descrito por el botánico italiano Oreste Mattirolo en 1935, el género fue monotípico hasta que en el 2009 se transfirió la especie P. gigantospora desde Tuber.  Una tercera especie, P. sinensis, fue descrita representando la segunda especie nativa de China. P. sinensis la cual se diferencia de P. gigantospora por tener un cuerpo fructífero algo más pequeño, y se diferencia de P. monospora por tener el ascomata amarillento a amarillento marrón.